# Росянка круглолистная
Рося́нка круглоли́стная (лат. Drósera rotundifólia) — насекомоядное травянистое растение; вид рода Росянка семейства Росянковые. Железистые волоски листьев росянки выделяют липкую жидкость для улавливания и переваривания насекомых.

## Название
В России известна также под народными названиями царёвы очи, Божья роса и солнечная роса, росичка, росички, росица, любимая трава.

## Ботаническое описание

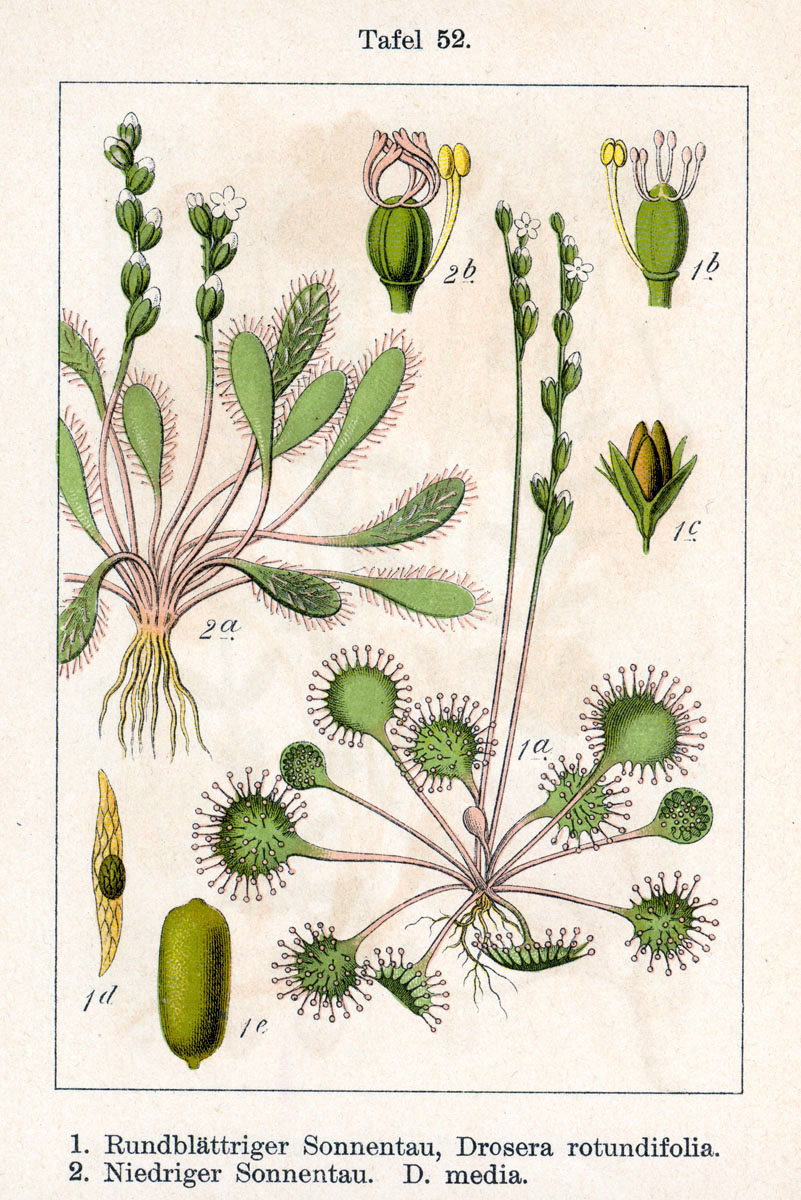

Росянка круглолистная — многолетнее травянистое насекомоядное растение.
Листья распростёртые по поверхности почвы, с длинными черешками, собраны в прикорневую розетку. Листовые пластинки округлые, в диаметре до 2 см, ширина чуть превышает длину. Листья сверху и по краям усажены красноватыми железистыми волосками в виде головок на длинных стебельках, которые достигают в длину 4—5 мм. Волоски выделяют клейкую жидкость в виде блестящих капель. Они чувствительны к раздражению, и когда насекомое попадает на лист, изгибаются и захватывают его.
Цветоносный стебель один, реже два—три, безлистный, вытягивается до 25 см в высоту. Цветки мелкие, белые, пятичленные, собраны в длинные завитки. Пестик с тремя столбиками, каждый из которых заканчивается двухлопастным рыльцем.
Цветёт в июне — августе, плоды созревают в конце августа — сентябре. Плод — удлинённо-овальная коробочка; семена светло-бурые, мелкие, веретеновидные.

## Распространение и экология

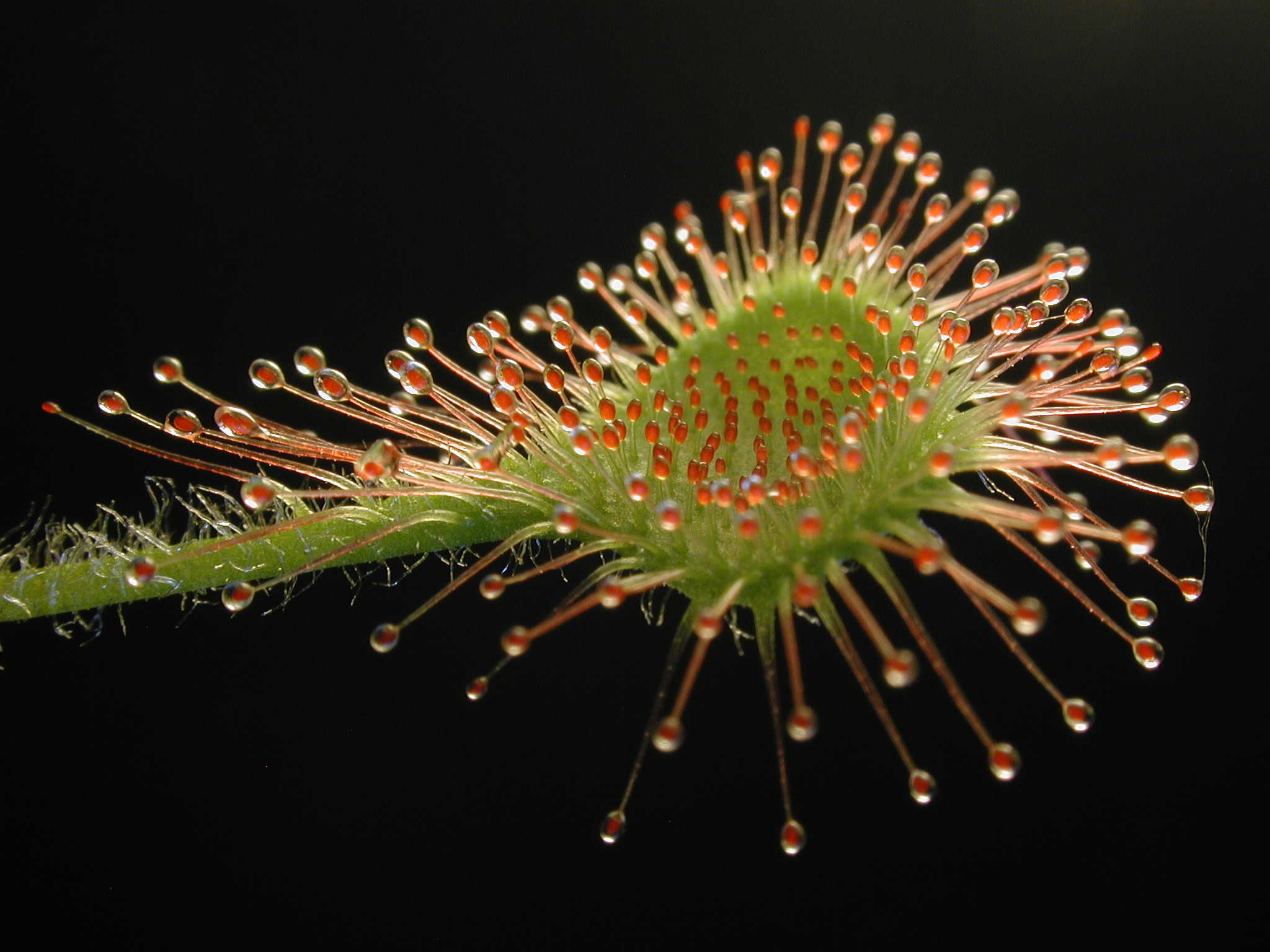
Лист крупным планом

Росянка круглолистная — обычное растение во многих районах Северного полушария. В России встречается почти по всей европейской части (кроме её юга и юго-востока), а также в Сибири и на Дальнем Востоке. Более обычна для нечернозёмной полосы.
Обитает преимущественно на сфагновых верховых и переходных болотах, но также может расти на открытых торфяниках и сырых песках. Насекомоядный образ жизни позволяет ей обеспечивать себя минеральными солями и расти даже на участках, не имеющих грунтового водоснабжения и получать воду только из осадков. Из-за скудного питания росянка отличается крайне медленным ростом и мелкими размерами, хотя отдельная особь живёт десятки лет.

## Хозяйственное значение

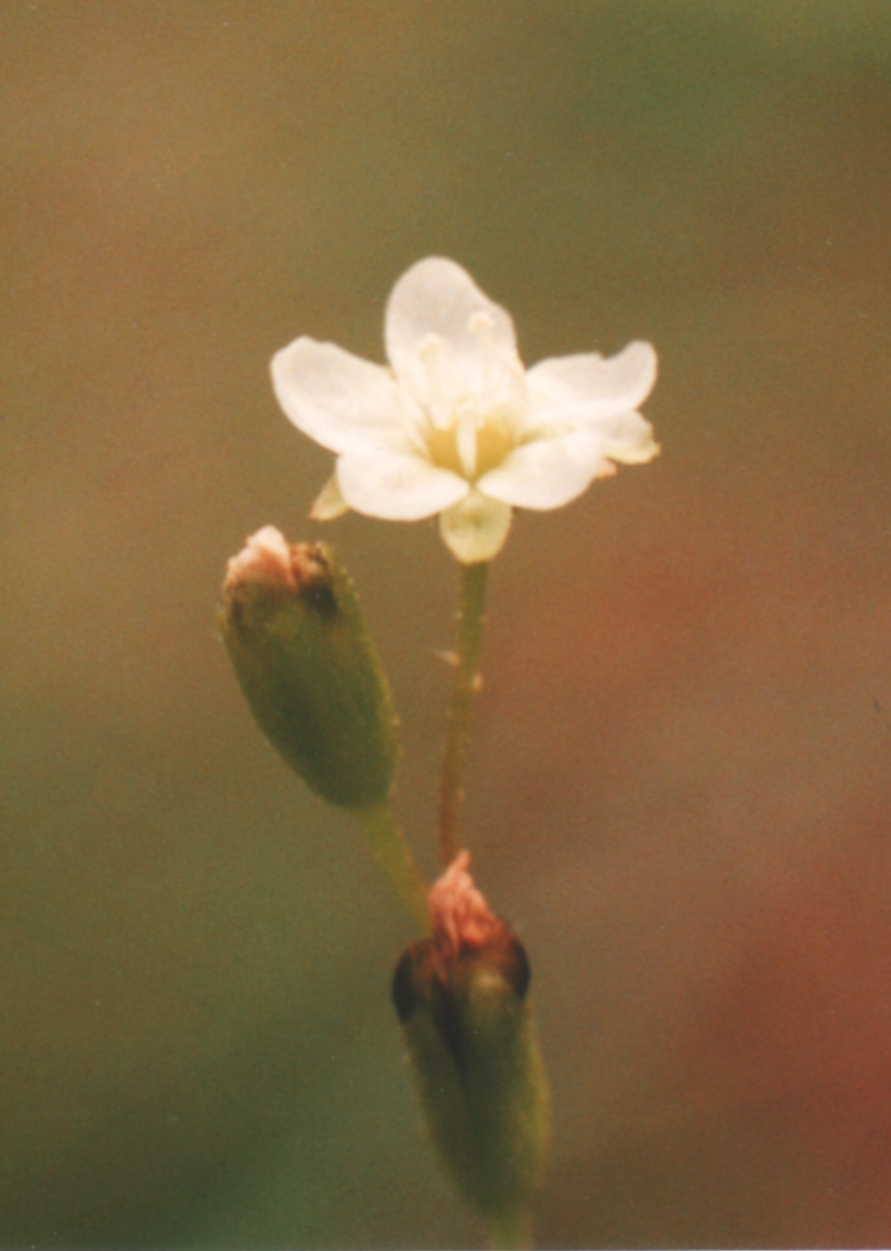
Соцветие. Два нижних цветка уже отцвели

Росянка круглолистная с давних времён используется в народной медицине и ветеринарии. В ней содержатся многие физиологически активные вещества: плюмбагин, дрозерон, флавоноиды, хиноны, аскорбиновая, бензойная, лимонная, яблочная и другие кислоты. Антибиотик плюмбагин, например, прекращает развитие патогенных грибков и бактерий.
В лекарственных целях используют всю надземную часть (фармацевтическое название Herba Roris Solis s. Rosellae или Herba Droserae), собирая её в течение всего лета и осени. Лекарства из росянки обладают чётко выраженным отхаркивающим, спазмолитическим и бактерицидным действием; их назначают при различных простудах, коклюше, фарингитах, бронхитах, бронхиальной астме, туберкулёзе лёгких. Применяется в гомеопатии.
Жидкость из желёзок употреблялась прежде для удаления бородавок.
Листьями росянки в северных районах парили молочные крынки, так как ферменты, содержащиеся в листьях, растворяют белковые вещества даже в порах стенок керамических сосудов.
Известная в прежние времена золотая вода (лат. Aqua auri) включала, среди прочего, росянку круглолистную.
В Италии росянка круглолистная служит для приготовления ликёра (пряной водки) Розолио (итал. Rosolio), или Розольо (Rosoglio).

## Таксономия
Drosera rotundifolia L., 1753, Sp. Pl. 1: 282
Вид Росянка круглолистная относится к роду Росянка (Drosera) семейства Росянковые (Droseraceae) порядка Гвоздичноцветные (Caryophyllales). Кладограмма в соответствии с Системой APG IV по состоянию на декабрь 2023 года:
|  |                          |  |                                   |                                   |            |  | еще 40 семейств | еще 40 семейств |                       |  |  |  | еще 186 подтвержденных видов и 18 видов, ожидающих подтверждения |
|  |                          |  |                                   |                                   |            |  | еще 40 семейств | еще 40 семейств |                       |  |  |  | еще 186 подтвержденных видов и 18 видов, ожидающих подтверждения |
|  |                          |  |                                   | порядок Гвоздичноцветные          |            |  |                 |                 | Росянка               |  |  |  |                                                                  |
|  |                          |  |                                   | порядок Гвоздичноцветные          |            |  |                 |                 | Росянка               |  |  |  |                                                                  |
|  | клада Цветковые растения |  |                                   |                                   | Росянковые |  |                 |                 | Росянка круглолистная |  |  |  |                                                                  |
|  | клада Цветковые растения |  |                                   |                                   | Росянковые |  |                 |                 |                       |  |  |  |                                                                  |
|  |                          |  | ещё 63 порядка цветковых растений | ещё 63 порядка цветковых растений |            |  |                 | еще 2 рода      | еще 2 рода            |  |  |  |                                                                  |
|  |                          |  |                                   | ещё 63 порядка цветковых растений |            |  |                 |                 | еще 2 рода            |  |  |  |                                                                  |

### Синонимы
- Drosera corsica (Maire) A.W.Hill
- Drosera rotundifolia f. comosa (Fernald) B.Boivin
- Drosera rotundifolia f. rotundifolia
- Drosera rotundifolia subsp. rotundifolia
- Drosera rotundifolia var. breviscapa Regel
- Drosera rotundifolia var. capillaris Eaton & Wright
- Drosera rotundifolia var. comosa Fernald
- Drosera rotundifolia var. corsica Maire
- Drosera rotundifolia var. distachya DC.
- Drosera rotundifolia var. furcata Y.Z.Ruan
- Drosera rotundifolia var. gracilis Laest. ex Hultén
- Drosera rotundifolia var. longipetiolata H.Lév.
- Drosera rotundifolia var. maritima Graebn.
- Drosera rotundifolia var. rotundifolia
- Drosera septentrionalis Stokes
- Rorella rotundifolia All.
- Rossolis rotundifolia Moench
- Rossolis septentrionalis Scop.